# Courtemanche

Courtemanche es una comuna francesa situada en el departamento de Somme, en la región de Alta Francia.

## Demografía
| 79 | 75 | 63 | 72 | 81 | 83 | 99 |
| Para los censos de 1962 a 1999 la población legal corresponde a la población sin duplicidades (Fuente: INSEE [Consultar]) |    |    |    |    |    |    |